# Прибузька
Прибу́зька — проміжна вантажна залізнична станція Херсонської дирекції Одеської залізниці на гілці Кульбакине — Жовтнева.
Розташована в Корабельному районі Миколаєва Миколаївської області між станціями Кульбакине (8 км) і Жовтнева (7 км). 
Пасажирський рух відсутній.
Станцію було відкрито 1935 року, мала назву Марті. Сучасна назва вживається після 1962 року. 